# 중광절
중광절(重光節)은 대종교의 4대 경절 가운데 하나로, 매년 음력 1월 15일이다. 현재 대종교의 4대 경절로 중광절 · 어천절 · 가경절 · 개천절을 기념하고 있다.

## 개요
1909년 음력 1월 15일 홍암대종사 나철이 단군대황조신위(檀君大皇祖神位)를 모시고 제천의 대례(大禮)를 행한 뒤 단군교포명서(檀君敎佈明書)를 공포하면서 단군교(대종교) 창시를 선언한 것을 기념하는 날로 대종교에서는 선의식과 경하식을 올리면서 이를 기념한다. 여기서 말하는 중광(重光)은 어둠에 잠겼던 대종교를 다시 밝히면서 광명세계를 이끈 한배검(단군)의 교단이 다시 이어졌다는 것을 뜻한다.

## 같이 보기
- 어천절(御天節, 음력(3월 15일))
- 가경절(嘉慶節, 음력(8월 15일))
- 개천절(開天節, 음력(10월 3일))

## 참고 문헌
- 『종교・신학 연구』, 대종교의 민족사적 위치, 서강대학교 종교신학연구소 이현희 저, 분도출판사(1989년판)